# Тайная жизнь пингвинов
«Тайная жизнь пингвинов» (яп. ペンギン・ハイウェイ Пэнгин хайуэй) — японский полнометражный аниме-фильм режиссёра Хироясу Исиды, снятый на Studio Colorido в 2018 году. Экранизация романа Томихико Морими «Пингвинья тропа» и одноимённой манги. Мировая премьера состоялась 29 июля 2018 года на кинофестивале «Фантазия» в Канаде, где был отмечен премией за лучший анимационный фильм. В России фильм вышел в прокат 6 сентября.

## Сюжет
Учащийся четвёртого класса Аояма весьма любознателен, а все свои знания и открытия записывает в дневник. Неожиданно в его родном городке появляются пингвиньи стаи. Всё бы ничего, но населённый пункт находится совсем далеко от океана и о пингвинах тут раньше даже не слышали. Аояма начинает подозревать, что к этому имеет какое-то отношение молодая работница местной стоматологической клиники. К тому же он в неё по-мальчишески робко влюблён.

## Роли озвучивали
- Кана Кита — Аояма
- Ю Аои — онэ-сан
- Мики Фукуи — Судзуки
- Мэгуми Хан — Хамамото
- Риэ Кугимия — Утида
- Хидэтоси Нисидзима — отец Аоямы
- Мамико Ното — мать Аоямы

## Критика
Валерий Кичин в своей рецензии отмечает, что перед зрителем «двухчасовой эксперимент, где сновидение полностью слилось с реальностью, границы между ними исчезли; и то и другое вкупе составят полноценную жизнь персонажей». По мнению обозревателя Film.ru и Empire Евгения Ухова, «впечатляющая своей красотой и разнообразим цветов рисовка „Тайной жизни“ не даёт заскучать, картина выполнена в лучших традициях жанра». Критик Variety Питер Дебрудж находит в аниме Исиды сходство с популярным сериалом «Очень странные дела» и фильмом Спилберга «Близкие контакты третьей степени». Также он отмечает, что «Тайная жизнь пингвинов» смотрится на порядок лучше и интереснее, чем «оскаровский» номинант того же года «Мирай из будущего».
На сайте-агрегаторе рецензий Rotten Tomatoes 100 % критиков дали фильму положительный отзыв, основанный на 22 обзорах, со средним рейтингом 7,72/10. На Metacritic у фильма средневзвешенная оценка 82 из 100, основанная на рецензиях 4 критиков, указывая на «всеобщее признание».